# Mignonne (film, 1911)
Pour plus de détails, voir Fiche technique et Distribution.
Mignonne est un film muet français réalisé par Jean Durand et sorti en 1911.

## Fiche technique
- Réalisation : Jean Durand
- Format : Muet - Noir et blanc
- Date de sortie : France : 1911

## Distribution
- Gaston Modot